# Frigia (provincia romana)
La provincia de Frigia fue el nombre de dos provincias romanas creadas durante las reformas de Diocleciano a finales del siglo III en la región de Frigia, en Anatolia. La región ya estaba bajo el control del Imperio Romano desde 133 a. C., pero hasta ese momento, no había sido incorporada en forma de provincia. La parte noreste formaba parte de la provincia de Galacia y la parte occidental de la provincia de Asia. 

## Reforma de Diocleciano
El emperador Diocleciano dividió el gobierno de la región de Frigia en dos provincias a finales del siglo III: 
- Frigia Salutaris (Phrygia Salutaris), también llamada Frigia I, con capital en Sínada, al este.
- Frigia Pacatiana ((Phrygia Pacatiana), también llamada Frigia Pacaciana o Frigia II, con capital en Laodicea, en la parte occidental.

Las dos provincias pasaron a la jurisdicción de la recién creada Diócesis de Asia, que formaba parte de la Prefectura del pretorio de Oriente.
Sobrevivieron hasta finales del siglo VII, cuando fueron reemplazadas por el sistema de themas, donde Frigia pasó a formar parte del Thema Anatólico.
Parte de la región fue conquistada por los turcos selyúcidas después de la desastrosa derrota en la batalla de Manziquerta (1071), aunque los bizantinos no fueron expulsados definitivamente de la región hasta el siglo XIII. Sin embargo, el nombre de "Frigia" no se usó hasta la caída de Constantinopla en 1453.

## Sedes episcopales
Las sedes episcopales de la provincia e que aparecen en el Annuario Pontificio como sedes titulares son:
| - Frígia Pacaciana: - Acmonia - Azanos (ruinas em Çavdarhisar) - Alia (İslamköy, Kahta) - Appia (Abya) - Aristium (cerca de Gnöe y Karacaören) - Attanasus (Aydan) - Attuda - Ancyra Ferrea - Bria (ruinas cerca de Burgaz) - Cadi (Getix) - Ceretapa (Karyadibi) - Cidyessus o Cidiesso - Colossas - Dioclea (Doğlat, İscehisar) - Dionisiópolis (Ortaköy) - Eluza (Acemlar) - Eumenia (Çivril) - Hierápolis de Frigia - Ipsus (Ipselihisar Çay?) - Laodicea - Lunda (Isabey) - Mossyna o Mosina - Phoba o Foba (en la llanura de Çalova) | - Frigia Salutaris: - Amadassa - Amorio - Augustopolis in Phrygia - Aurocla - Bruzo (Karasandıklı, Sandıklı) - Cinnaborium (Geneli?) - Claneus o Claneo (Bayat, Çorum) - Cone (Büyükcorca) - Cotieu - Dafnucio - Docimium o Docimio - Dorileia - Eucarpia - Filomelio o Philomelium - Lycaonia (Isakli?) - Phytea - Hierópolis - Lisias - Merus (entre Gerriz y Doganarslan) - Mideo o Midaeium (Karaöyük) - Nacolia o Nacoleia |